# Москва-Товарна-Смоленська
Москва-Товарна-Смоленська — вузлова станція Смоленського (Білоруського) напрямку Московської залізниці у місті Москва. Входить до Московсько-Смоленського центру організації роботи залізничних станцій ДЦС-3 Московської дирекції управління рухом. За основним характером роботи є вантажною, за обсягом роботи віднесена до 1 класу.
Розташована у Пресненському районі Центрального округу Москви.
На даній дільниці Смоленського напрямку при русі від Москви-пас.-Смоленської на захід, колії розгалужуються:
- Пряма колія від тупиків вокзалу через дану станцію з численними парками.
- Двоколійний перегін (I, II колія) Москва-пас.-Смоленська - Філі з платформою Бігова прямує на північ, в об'їзд, минаючи станцію, по ньому прямують всі приміські поїзди і поїзди далекого прямування.
- В рамках організації швидкісного руху Москва — Одинцово, III та IV колії прокладені через дану станцію і прямують до Філей і далі.